# Македоноавстралийски народен съюз
Македоноавстралийският народен съюз (на английски: Macedonian-Australian People's League (MAPL); на македонска литературна норма: Македоно Австралиски Народен Сојуз) е бивша македонска емигрантска прокомунистическа организация в Австралия.
За кратко време се разпростира по цялата територия на страната, където има компактна маса македонци.

## Създаване
На 24 – 25 август 1946 година Македонското общество в Пърт „Единство“ провежда национална конференция, на която са поканени членове от всички македонски организации в Австралия. Там са взети решения за създаване на общонационална организация в Австралия, за издаване на вестник и за оповестяване на апел към австралийските македонци за събиране на средства за построяване на болница с пълно оборудването в Народна Република Македония. Главни инициатори на събитието са Стоян Сърбинов от Буф и Мик Велоски от Гръче. За първи президент на организацията е избран Киро Ангелков, който след това обикаля Австралия и създава клонове на организацията в Сидни („Весела Македония“), Куинбиян („Александър Велики“), Ричмънд („Котори“), Крабс Крийк („Свобода“), Катумба, Порт Кембла, Форбс, Брейдуд, Бийчуд, Уачопи, Литгоу, Каптайнс Флат, Нюкасъл, Бонириг и Грифит.
Първото редовно заседание е удържано между 7 – 9 март 1947 година в Мелбърн. На заседанията участват активисти от всички македонски организации в Австралия. На тази среща организацията приема официалното си име, избран национален комитет и е изработен организационен устав. В ръководството влизат Киро Ангелков (президент), Стоян Сърбинов (вицепрезидент), Ильо Малков (секретар и редактор) и Мик Велоски (ковчежник).

## Развитие
В следващите 10 години МАНС е основната македонска емигрантска организация в Австралия. Създават се нови дружества, организират се пикници, танци, набирания на дарения и други мероприятия. Само 9 месеца след основаването си към МАНС се присъединяват 53 групи.
В Аделаида е сформирано дружеството „Александър Велики“ с президент Васил Апостол. През 1951 година Коста Радин и Коста Кьосес организират младежко крило на организацията. Много нови дружества са основани в Нов Южен Уелс. Дружеството в Куинбиян се казва „Млади Гоце“ по името на командира на Първа егейска партизанска бригада. Дружеството в Крабс крийк се казва „Свобода“ и е първото новоосновано през 1947 година. Дружествата в Сидни „Весела Македония“ и Ричмънд „Котори“ често си сътрудничат. Провеждат общи пикници в Кралския национален парк и общо събирания на пари. Същата година, на годишен футболен турнир Весела Македония побеждава „Котори“ с резултат 4:3. Дружеството в Пърт традиционно е едно от най-активните и започва издаването на вестник „Македонска искра“. Скоро след това дружества от Манджимъп, Гералдтън, Уанеру, Калгорли, Порт Хедланд и Брисбейн се включват в МАНС.
В периода 1946 – 1949 година се организират три поредни кампании за набиране на средства за построяването на болница в Социалистическа Република Македония. Ръководител е Филип Джумбазов и са събрани и изпратени в Скопие малко над 10 000 лири.

## Децентрализация
В края на 1947 година Мик Велоски и Илия Малков създават Македоноавстралийски съюз на бившите военнослужещи (Macedonian Australian Ex-Servicemen's League), чиято цел е да децентрализира МАНС. Организацията съществува до днес. Раздорът между Тито и Сталин през 1948 година дава начало на процеса на разцепване на организацията. На шестата национална конференция на МАНС на 6 – 7 януари 1957 година се саморазпуска, а на нейно място се появяват „Македонско общество в Западна Австралия“ и „Македонско общество в Южна Австралия“. През 70-те и 80-те години на XX век се появяват и нови дружества, а по-късно чрез дружества като „Федерация на македонските културни и артистични общества във Вктория“ и „Федерация на македонски асоциации във Виктория“ се правят нови опити за обединението на емиграцията в обща организация.